# Cantó de Brétigny-sur-Orge
El cantó de Brétigny-sur-Orge és un cantó francès del departament d'Essonne, situat al districte de Palaiseau. Des del 2015 té sis municipis i el cap és Brétigny-sur-Orge.

## Municipis
- Brétigny-sur-Orge
- Leudeville
- Longpont-sur-Orge
- Marolles-en-Hurepoix
- Saint-Michel-sur-Orge
- Saint-Vrain

## Història
| Data d'elecció                           | Identitat       | Partit | Qualitat |
| ---------------------------------------- | --------------- | ------ | -------- |
| 1967-1970                                | M. Déchaud      | PCF    |          |
| 1970-1976                                | M. Perrin       | UDR    |          |
| 1976-1988                                | Alain Blin      | PCF    |          |
| 1988-2001                                | Jean de Boishue | RPR    |          |
| 2001-2008                                | Paul Simon      | Verts  |          |
| 2008-                                    | Michel Pouzol   | PS     |          |
| les dades anteriors no són pas conegudes |                 |        |          |
|                                          |                 |        |          |

## Demografia
| A partir de 1990: Població sense dobles comptes |